# نيكول غامبل
نيكول غامبل (بالإنجليزية: Nicole Gamble)‏ هي منافسة ألعاب القوى أمريكية، ولدت في 21 يونيو 1977 في سمتر في الولايات المتحدة.

## وصلات خارجية
- نيكول غامبل على موقع الاتحاد الدولي لألعاب القوى (الإنجليزية)
- نيكول غامبل على موقع أوليمبيديا (الإنجليزية)